# Anschelina Schwatschka

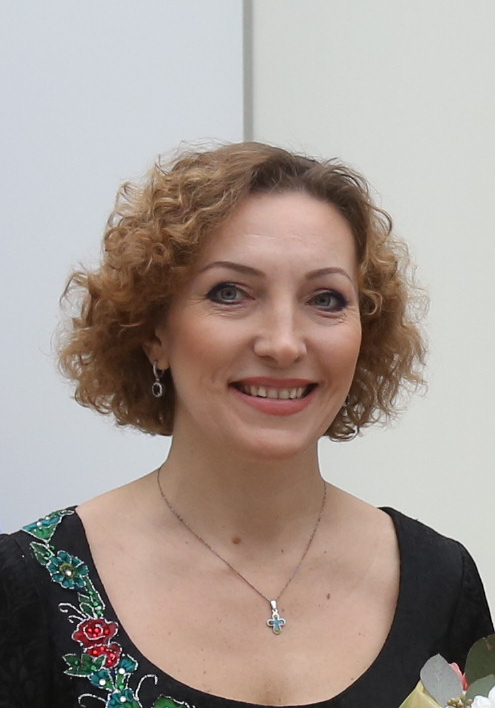
Angelina Shvachka 2016

Anschelina Oleksijiwna Schwatschka (ukrainisch Анжеліна Олексіївна Швачка, auch Angelina Shvachka; * 17. Juli 1971 in Dnipropetrowsk, Ukrainische SSR) ist eine ukrainische Opernsängerin (Mezzosopran).

## Leben
Anschelina Schwatschka studierte zunächst Chorleitung an der Musikschule in Dniprodzerzhynsk. 1997 schloss sie ihr Studium am Kiewer Staatlichen Musikkonservatorium Tschaikowski ab und wurde im selben Jahr Solistin am Taras-Schewtschenko-Opernhaus in Kiew.
Im Laufe der Jahre sang sie am Bolschoi-Theater in Moskau, am Mariinski-Theater in Sankt Petersburg, an der Mailänder Scala, der Metropolitan Opera in New York, am Royal Opera House in Covent Garden, an der Oper Bonn, in Wien, Berlin, Stockholm, Helsinki, Prag und Warschau.
2006 spielte sie in dem Spielfilm „Kosaken jenseits der Donau“ der gleichnamigen Oper von Semen Hulak-Artemowskyj die Rolle der Katharina der Großen.

## Ehrungen
2001 wurde ihr der Ehrentitel Verdienter Künstler der Ukraine für ihren bedeutenden Beitrag zur Entwicklung der ukrainischen Oper verliehen und 2012 wurde sie für ihren bedeutenden Beitrag zur kulturellen Entwicklung des ukrainischen Staates, ihre erhebliche Arbeitsleistung und gewissenhafte Arbeit anlässlich des 21. Jahrestag der Unabhängigkeit der Ukraine zum Volkskünstler der Ukraine ernannt.
2016 erhielt sie vom Präsidenten der Ukraine Petro Poroschenko für ihre Leistungen in Opernproduktionen und der Förderung des ukrainischen musikalischen Erbes mit dem Taras-Schewtschenko-Preis den Staatspreis der Ukraine.